# كسوف الشمس 14 ديسمبر 2001
حدث كسوف حلقي للشمس في 14 ديسمبر 2001. يحدث كسوف الشمس عندما يمر القمر بين الأرض والشمس، وبالتالي يحجب صورة الشمس كليًا أو جزئيًا عن مشاهد على الأرض. يحدث الكسوف الحلقي للشمس عندما يكون القطر الظاهري للقمر أصغر من قطر الشمس، مما يحجب معظم ضوء الشمس ويتسبب في ظهور الشمس على شكل حلقة (حلقة). يظهر الخسوف الحلقي على شكل كسوف جزئي فوق منطقة من الأرض يبلغ عرضها آلاف الكيلومترات. كان مرئيًا عبر المحيط الهادئ وجنوب كوستاريكا وشمال نيكاراغوا وجزيرة سان أندريس بكولومبيا. مر الظل المركزي جنوب هاواي في الصباح الباكر وانتهى فوق أمريكا الوسطى قرب غروب الشمس. هذا هو أول كسوف للشمس يحدث منذ هجمات 11 سبتمبر 2001.
كان القطر الظاهر للقمر قريبًا من متوسط القطر لأن الخسوف حدث بعد 7.9 يومًا من الحضيض (6 ديسمبر 2001 الساعة 22:49 بالتوقيت العالمي المنسق) و 6.7 أيام قبل الأوج (21 ديسمبر 2001 الساعة 13:03 بالتوقيت العالمي المنسق).

## معرض الصور

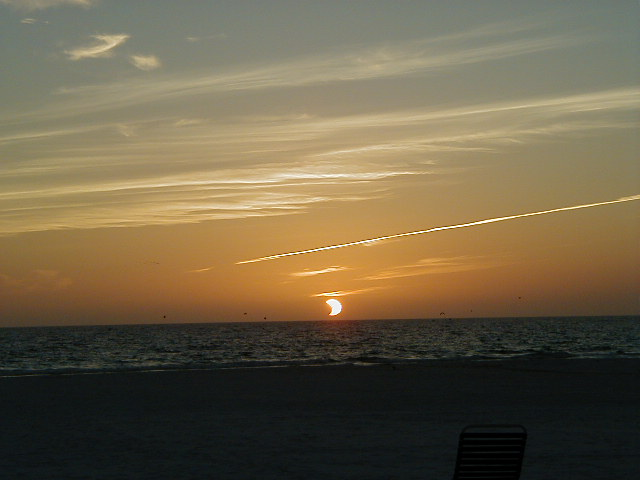
ملف:Siesta_Beach_-_Eclipse_of_the_Sun_at_Sunset_(4883159455).jpgجزء من Siesta Key، فلوريدا  [لغات أخرى]‏ عند غروب الشمس

## الخسوفات ذات الصلة

### كسوف 2001
- خسوف كلي للقمر في 9 يناير.
- كسوف كلي للشمس في 21 يونيو.
- خسوف جزئي للقمر في 5 يوليو.
- كسوف حلقي للشمس في 14 ديسمبر.
- خسوف قمري شبه خافت في 30 ديسمبر.

### تسولكينكس
- سابق: كسوف الشمس في 3 نوفمبر 1994

- يتبع: كسوف الشمس في 26 كانون الثاني (يناير) 2009

### نصف ساروس
- سابق: خسوف القمر 9 ديسمبر 1992

- يتبع: خسوف القمر في 21 ديسمبر 2010

### تريتوس
- السابق: كسوف الشمس 15 يناير 1991

- يتبع: كسوف الشمس في 13 تشرين الثاني (نوفمبر) 2012

### سولر ساروس 132
- سابق: كسوف الشمس 4 ديسمبر 1983

- يتبع: كسوف الشمس في 26 ديسمبر 2019

### اينكس
- سابق: كسوف الشمس في 4 يناير 1973

- يتبع: كسوف الشمس في 25 تشرين الثاني (نوفمبر) 2030

### كسوف الشمس 2000-2003
هذا الكسوف هو جزء من سلسلة فصلية. يتكرر الكسوف في السلسلة كل 177 يومًا تقريبًا و 4 ساعات (فصل) في العقد المتناوبة من مدار القمر.
ملحوظة: حدث كل من كسوف الشمس الجزئي في 5 فبراير 2000 و 31 يوليو 2000 في مجموعة السنة القمرية السابقة.
قالب:Solar eclipse set 2000–2003
| كسوف الشمس series sets from 2000–2003 | كسوف الشمس series sets from 2000–2003 | كسوف الشمس series sets from 2000–2003 | كسوف الشمس series sets from 2000–2003 | كسوف الشمس series sets from 2000–2003     | كسوف الشمس series sets from 2000–2003 | كسوف الشمس series sets from 2000–2003 |
| ------------------------------------- | ------------------------------------- | ------------------------------------- | ------------------------------------- | ----------------------------------------- | ------------------------------------- | ------------------------------------- |
| عقدة التزايد                          | عقدة التزايد                          | عقدة التزايد                          |                                       | عقدة التناقص                              | عقدة التناقص                          | عقدة التناقص                          |
| ساروس                                 | الخريطة                               | غاما                                  | ساروس                                 | الخريطة                                   | غاما                                  |                                       |
| 117                                   | 2000 July 01 [الإنجليزية] جزئي (جنوب) | -1.28214                              | 122                                   | 2000 December 25 [الإنجليزية] جزئي (شمال) | 1.13669                               |                                       |
| 127 كلي من لوساكا                     | كسوف الشمس 21 يونيو 2001 كلي          | -0.57013                              | 132 جزئي من مينيابوليس                | كسوف الشمس 14 ديسمبر 2001 حلقي            | 0.40885                               |                                       |
| 137 جزئي من لوس أنجلوس                | كسوف الشمس 10 يونيو 2002 حلقي         | 0.19933                               | 142 كلي مي ووميرا                     | كسوف الشمس 4 ديسمبر 2002 كلي              | -0.30204                              |                                       |
| 147 Culloden, Scotland                | كسوف الشمس 31 مايو 2003 حلقي          | 0.99598                               | 152                                   | 2003 November 23 [الإنجليزية] كلي         | -0.96381                              |                                       |

### ساروس132
هذا الكسوف جزء من دورة ساروس 132، يتكرر كل 18 سنة، 11 يومًا، ويحتوي على 71 حدثًا. بدأت السلسلة بكسوف جزئي للشمس في 13 أغسطس 1208. وهي تحتوي على كسوف حلقي من 17 مارس 1569 حتى 12 مارس 2146، هجين في 23 مارس 2164 و 3 أبريل 2183 وخسوفًا كليًا من 14 أبريل 2200 حتى 19 يونيو، 2308. تنتهي السلسلة عند العضو 71 ككسوف جزئي في 25 سبتمبر 2470. كانت أطول مدة الحلقة 6 دقائق و 56 ثانية في 9 مايو 1641 وستكون الكلية دقيقتين و 14 ثانية في 8 يونيو 2290 جميع الخسوفات في هذه السلسلة تحدث عند العقدة الهابطة للقمر.قالب:Solar Saros series 132
| Series members 28–50 occur between 1690 and 2100: | Series members 28–50 occur between 1690 and 2100: | Series members 28–50 occur between 1690 and 2100: |
| 28                                                | 29                                                | 30                                                |
| ------------------------------------------------- | ------------------------------------------------- | ------------------------------------------------- |
| June 11, 1695                                     | June 22, 1713                                     | July 4, 1731                                      |
| 31                                                | 32                                                | 33                                                |
| July 14, 1749                                     | July 25, 1767                                     | August 5, 1785                                    |
| 34                                                | 35                                                | 36                                                |
| August 17, 1803                                   | August 27, 1821                                   | September 7, 1839                                 |
| 37                                                | 38                                                | 39                                                |
| September 18, 1857                                | September 29, 1875                                | October 9, 1893                                   |
| 40                                                | 41                                                | 42                                                |
| October 22, 1911 [الإنجليزية]                     | November 1, 1929 [الإنجليزية]                     | November 12, 1947 [الإنجليزية]                    |
| 43                                                | 44                                                | 45                                                |
| November 23, 1965 [الإنجليزية]                    | December 4, 1983 [الإنجليزية]                     | كسوف الشمس 14 ديسمبر 2001                         |
| 46                                                | 47                                                | 48                                                |
| كسوف الشمس 26 ديسمبر 2019                         | January 5, 2038 [الإنجليزية]                      | January 16, 2056 [الإنجليزية]                     |
| 49                                                | 50                                                |                                                   |
| January 27, 2074 [الإنجليزية]                     | February 7, 2092 [الإنجليزية]                     |                                                   |

### سلسلة تريتوس
هذا الكسوف هو جزء من دورة تريتوس، يتكرر عند العقد المتناوبة كل 135 شهرًا متزامنًا ( 3986.63 يومًا، أو 11 عامًا ناقص شهر واحد). مظهرها وخط طولها غير منتظمين بسبب نقص التزامن مع الشهر غير الطبيعي (فترة الحضيض)، لكن التجمعات المكونة من 3 دورات تريتوس (33 عامًا ناقص 3 أشهر) تقترب ( 434.044 شهرًا غير طبيعي)، لذا فإن الكسوف متشابه في هذه التجمعات.

### دورة Metonic
تكرر السلسلة metonic الكسوف كل 19 عامًا (6939.69 يومًا)، وتستمر حوالي 5 دورات. يحدث الكسوف في نفس تاريخ التقويم تقريبًا. بالإضافة إلى ذلك، تكرر سلسلة أوكتون الفرعية 1/5 من ذلك أو كل 3.8 سنوات (1387.94 يومًا). تحدث جميع الكسوفات في هذا الجدول عند العقدة الهابطة للقمر.قالب:Solar Metonic series 2001 December 14
| 21 events between July 22, 1971 and July 22, 2047 | 21 events between July 22, 1971 and July 22, 2047 | 21 events between July 22, 1971 and July 22, 2047 | 21 events between July 22, 1971 and July 22, 2047 | 21 events between July 22, 1971 and July 22, 2047 |
| July 21–22                                        | May 9–11                                          | February 26–27                                    | December 14–15                                    | October 2–3                                       |
| 106                                               | 108                                               | 110                                               | 112                                               | 114                                               |
| ------------------------------------------------- | ------------------------------------------------- | ------------------------------------------------- | ------------------------------------------------- | ------------------------------------------------- |
| July 21, 1952                                     | May 10, 1956                                      | February 26, 1960                                 | December 16, 1963                                 | October 3, 1967                                   |
| 116                                               | 118                                               | 120                                               | 122                                               | 124                                               |
| July 22, 1971 [الإنجليزية]                        | May 11, 1975 [الإنجليزية]                         | February 26, 1979 [الإنجليزية]                    | December 15, 1982 [الإنجليزية]                    | October 3, 1986 [الإنجليزية]                      |
| 126                                               | 128                                               | 130                                               | 132                                               | 134                                               |
| July 22, 1990 [الإنجليزية]                        | May 10, 1994 [الإنجليزية]                         | February 26, 1998 [الإنجليزية]                    | كسوف الشمس 14 ديسمبر 2001                         | كسوف الشمس 3 أكتوبر 2005                          |
| 136                                               | 138                                               | 140                                               | 142                                               | 144                                               |
| كسوف الشمس في 22 يوليو 2009                       | كسوف الشمس 10 مايو 2013                           | February 26, 2017 [الإنجليزية]                    | December 14, 2020 [الإنجليزية]                    | October 2, 2024 [الإنجليزية]                      |
| 146                                               | 148                                               | 150                                               | 152                                               | 154                                               |
| July 22, 2028 [الإنجليزية]                        | May 9, 2032 [الإنجليزية]                          | February 27, 2036 [الإنجليزية]                    | December 15, 2039 [الإنجليزية]                    | October 3, 2043 [الإنجليزية]                      |
| 156                                               |                                                   |                                                   |                                                   |                                                   |
| July 22, 2047 [الإنجليزية]                        |                                                   |                                                   |                                                   |                                                   |

## وصلات خارجية
- بيان صحفي لوكالة ناسا: كسوف الشمس الحلقي لعام 2001 14 ديسمبر

الصور:
- صور كسوف الشمس حول العالم
- NASA Astronomy Picture of the Day: Partial Eclipse, Cloudy Day, near Des Moines, Iowa (21 December 2001)
- كسوف جزئي للشمس من الولايات المتحدة الأمريكية
- موقع SpaceWeather.com في 14 ديسمبر 2001، معرض صور كسوف الشمس و